# Nationalpark Gauja
Der Gauja-Nationalpark (lettisch: Gaujas nacionālais parks) ist der älteste und mit etwa 920 km² zugleich größte Nationalpark in Lettland.

## Lage
Er wurde bereits im September 1973 geschaffen und befindet sich im Gebiet der Städte Sigulda (deutsch: Segewold) und
Cēsis (deutsch: Wenden). Namensgeber des Nationalparks ist der Fluss Gauja. Die historische deutsche Bezeichnung des Gebietes ist „Livländische Schweiz“ – sie leitet sich von den rotgelb leuchtenden Sandsteinfelsen aus dem Devon ab.

## Schutzziele
Laut einer Erhebung der Parkverwaltung gibt es rund 900 Pflanzenarten sowie 149 Vogel-, 40 Fisch- und 48 Säugetierarten zu entdecken, die das Gebiet ständig oder als Rastplatz nutzen. Neben Lachsen kann man hier auch Bären beobachten. Etwa 47 % des Nationalparks sind mit Wald bedeckt. Der Nationalpark dient somit dem Landschafts- und Artenschutz im gesamteuropäischen Raum.

## Sehenswürdigkeiten
Der Nationalpark ist in fünf Zonen unterteilt, die unterschiedliche touristische Ziele, Erlebnis- und Bildungsangebote bieten.
Neben den beiden Städten Sigulda und Cēsis mit ihren Burgen, Schlössern, Parks und Sportanlagen besteht die Möglichkeit, in einem Freilichtmuseum in Āraiši den Nachbau einer mittelalterlichen hölzernen lettgallischen Wasserburg und des dazugehörigen Dorfes zu besichtigen. Diese ist Teil des Archäologischen Parks Āraiši. Das bei Cēsis gelegene Gut Ungurmuiža bietet Einblicke in die jüngere Vergangenheit der Region – es war einst im Besitz der baltendeutschen Familie Campenhausen.
Touristisch beliebt sind Bootstouren oder Kanufahrten auf der Gauja zwischen Valmiera und Sigulda, die die auf einer Länge von 700 Metern den Fluss einengenden Adlerklippen (lettisch: Ērģeļu Klints) bei Cēsis passieren. Die Sietiņiezis-Felsen bieten einen Panoramaweg für Wanderer. Die Gutmannshöhle, die Viktorhöhle und die Teufelshöhle entstanden vor Jahrtausenden in den Felsklippen am Ufer des Flusses bei Sigulda. Eine dreitägige geführte Bootstour erschließt den 84 Kilometer langen Flussabschnitt, in dem eine gleichmäßige Strömung ohne Wildwasserpassagen vorherrscht.
Im Nationalpark werden geführte Wanderungen angeboten, die unter anderem die Tierwelt zum Thema haben. Līgatne (deutsch: Ligat) besitzt einen Tierpark und einen Skulpturengarten.